# Gling-Gló
 (juin 2018).
Si vous disposez d'ouvrages ou d'articles de référence ou si vous connaissez des sites web de qualité traitant du thème abordé ici, merci de compléter l'article en donnant les références utiles à sa vérifiabilité et en les liant à la section « Notes et références ».
Albums de Björk
et le tríó Guðmundar Ingólfssonar
Björk
(1977) Debut
(1993)
Gling-Gló est le premier et seul album studio issu de la collaboration entre l'auteure-compositrice-interprète islandaise Björk et le Tríó Guðmundar Ingólfssonar (en), paru en octobre 1990 sur le label Smekkleysa.
L'ensemble est constitué de Björk Guðmundsdóttir au chant, Guðmundur Ingólfsson au piano, Guðmundur Steingrímsson à la batterie et Þórður Högnason à la basse.
Cet album de jazz contemporain est composé et produit par Tómas Magnús Tómasson, par ailleurs bassiste du groupe de rock islandais Stuðmenn (is).
La plupart des chansons sont enregistrées les 1er et 3 septembre 1990 au stúdio Sýrland, à l'exception des deux derniers titres, enregistrés le 23 août sur Ríkisútvarpið, une radio islandaise.
« Gling-Gló » est une onomatopée islandaise dont l'équivalent français ou anglais est « ding dong », soit le son que fait une cloche qui sonne.

## Liste des titres
| 1.    | Gling Gló                    | Alfreð Clausen, Kristín Engilbertsdóttir              | 2:42 |
| 2.    | Luktar-Gvendur               | Nat Simon, Eiríkur Eiríksson                          | 4:03 |
| 3.    | Kata rokkar                  | Theodór Einarsson                                     | 2:59 |
| 4.    | Pabbi minn                   | Paul Burkhard, Þorsteinn Sveinsson                    | 2:43 |
| 5.    | Brestir og brak              | Jón Múli, Árnason Jónas Árnason                       | 3:21 |
| 6.    | Ástartöfrar                  | Valdimar Auðunsson                                    | 2:46 |
| 7.    | Bella símamær                | Mark Fontenoy, Loftur Guðmundsson                     | 2:40 |
| 8.    | Litli tónlistarmaðurinn      | Jack Holmes, Jón Sigurðsson                           | 3:25 |
| 9.    | Það sést ekki sætari mey     | Irving Berlin, Guðmundsson                            | 4:03 |
| 10.   | Bílavísur                    | Holmes, Sigurðsson                                    | 2:41 |
| 11.   | Tondeleyo                    | Sigfús Halldórsson, Tómas Guðmundsson                 | 3:33 |
| 12.   | Ég veit ei hvað skal segja   | Larry Coleman, Joe Darion, Norman Gimbel, Guðmundsson | 3:06 |
| 13.   | Í dansi með þér              | Pablo Beltrán, Ruiz Sveinsson                         | 2:28 |
| 14.   | Börnin við Tjörnina          | Jenni Jónsson                                         | 2:50 |
| 15.   | Ruby Baby                    | Jerry Leiber et Mike Stoller                          | 4:07 |
| 16.   | I Can’t Help Loving That Man | Oscar Hammerstein II, Jerome Kern                     | 3:40 |
| 51:08 |                              |                                                       |      |

## Crédits
| - Björk : chant, harmonica - Þórður Högnason : basse - Guðmundur Steingrímsson : batterie, maracass, cloches - Guðmundur Ingólfsson : piano, tambourin | - Production, mixage, enregistrement : Tómas Magnús Tómasson - Ingénierie (additionnel) : Georg Magnússon - Livret d'album : Magnús Þór Jónsson - Photographie, design (pochette) : Óskar Jónasson |